# Евангелическая церковь (Гербеде)
Евангелическая церковь в Гербеде (нем. Evangelische Kirche Herbede) — протестантская церковь, расположенная в районе Гербеде вестфальского города Виттен; здание было построено в 1814 году; основание западной башни-колокольни относится к XIII веку и является примером романской архитектуры; памятник архитектуры.

## История и описание
Современное здание евангелической церковь в районе Гербеде является зальным храмом с мансардной крышей; оно было построено из бутового камня в 1814 году (по другим данным — в период с 1811 по 1812 год). Башня-колокольня храма, расположенная с западной стороны, по мнению исследователей, датируется XIII веком и является примером романской архитектуры; она увенчана готическим остроконечным шпилем.
Интерьер церкви был полностью отреставрирован уже после Второй мировой войны, в период с 1965 по 1966 год; его примечательным элементом является цилиндрический свод, выполненный из дерева. Во время данной реконструкции была несколько изменена структура внутреннего устройства церковного пространства. К востоку от церкви расположен ряд надгробий, относящихся к XVII веку. В 1992 года церковь была включена в список памятников архитектуры города Виттен. По состоянию на 2019 год, при церкви функционировал класс по обучению игре на гитаре, детский хор и театр.